# Feng yue
Feng yue es una película china de 1996 dirigida por Chen Kaige. Su protagonistas son Leslie Cheung y Gong Li, que ya habían trabajado juntos en Adiós a mi concubina. La cinta participó en la selección oficial del Festival de Cannes de 1996.

## Sinopsis
En China en los años 1920 el clan Pang reina sobre el tráfico de drogas. Debido a una inesperada y repentina indisposición de su hermano, Ruyi se encarga de los asuntos del clan con la ayuda de su primo Duanwu. Por su parte, un líder de Shanghái envía a Zhongliang seducir a Ruyi.

## Reparto
- Gong Li como Pang Ruyi.
- Leslie Cheung como Yu Zhongliang.
- Kevin Lin como Pang Duanwu.
- He Caifei como Yu Xiuyi (Zhongliang).
- Chang Shih como Li Niangjiu.
- Lin Liankun como Pang An.
- Ge Xiangting como Qi.
- Yin Tse como jefe.
- David Wu como Jingyun.
- Zhou Jie como la mujer de Zephyr Lane.
- Zhou Yemang como Pang Zhengda.